# Formula 1 – sezona 1971.
| FIA Svjetsko automobilističko prvenstvo 1971. | FIA Svjetsko automobilističko prvenstvo 1971. |
|                                               | Prvak                                         |
| --------------------------------------------- | --------------------------------------------- |
| Vozač                                         | Jackie Stewart (Tyrrell-Ford)                 |
| Konstruktor                                   | Tyrrell-Ford                                  |
| Prethodna sezona                              | Sljedeća sezona                               |
| 1970.                                         | 1972.                                         |
| Europska Formula 2 – sezona 1971.             |                                               |

Formula 1 – sezona 1971. bila je 22. sezona u prvenstvu Formule 1. 

## Sažetak sezone
Jackie Stewart pobjeđuje u 6 od 11 utrka te sezone i dominantno osvaja svoj drugi naslov prvaka. Momčad Kena Tyrrella osvaja prvi konstruktorski naslov u Formuli 1. Mario Andretti ostvaruje svoju prvu pobjedu u Formuli 1 na VN Južne Afrike u Kyalamiju. Prvu i jedinu pobjedu u Formuli 1 ostvaruju François Cevert na posljednjoj utrci na Watkins Glenu i Peter Gethin koji pobjeđuje u ludoj završnici na VN Italije u Monzi kada je prvi pet vozača završilo utrku unutar 6 desetinki. 
Niki Lauda debitirao je u Formuli 1 na VN Austrije. 
Nažalost, Formula 1 je 1971. izgubila dva vozača. Meksikanac Pedro Rodríguez poginuo je u Interserie utrci na stazi Norisring u Nürnbergu u Njemačkoj 11. srpnja. Pobjednik VN Austrije Švicarac Jo Siffert, izgubio je život 24. listopada na Brands Hatchu, utrci koja nije bila bodovana za prvenstvo. Siffert je oštetio ovjes u dodiru s Ronniem Petersonom. Oštećeni ovjes bio je uzrok izljetanja Siffertovog bolida koji se odmah zapalio. Siffert se nije mogao izvući iz gorućeg bolida, te je preminuo od posljedica udisanja dima. 

## Vozači i konstruktori
| Konstruktor           | Momčad / Sudionik                                                           | Šasija                              | Motor                                     | Gume | Vozač                | Utrke           |
| --------------------- | --------------------------------------------------------------------------- | ----------------------------------- | ----------------------------------------- | ---- | -------------------- | --------------- |
| Lotus-Ford            | Gold Leaf Team Lotus World Wide Racing                                      | Lotus 72C Lotus 72D                 | Ford Cosworth DFV 3.0 V8                  | F    | Emerson Fittipaldi   | 1–3, 5–8, 10–11 |
| Lotus-Ford            | Gold Leaf Team Lotus World Wide Racing                                      | Lotus 72C Lotus 72D                 | Ford Cosworth DFV 3.0 V8                  | F    | Reine Wisell         | 1–5, 7–8, 10–11 |
| Lotus-Ford            | Gold Leaf Team Lotus World Wide Racing                                      | Lotus 72C Lotus 72D                 | Ford Cosworth DFV 3.0 V8                  | F    | } Dave Charlton      | 4, 6            |
| Lotus-Ford            | Pete Lovely Volkswagen Inc.                                                 | Lotus 69 Special                    | Ford Cosworth DFV 3.0 V8                  | F    | Pete Lovely          | 10–11           |
| Lotus-Pratt & Whitney | Gold Leaf Team Lotus World Wide Racing                                      | Lotus 56B                           | Pratt & Whitney STN76 tbn                 | F    | David Walker         | 4               |
| Lotus-Pratt & Whitney | Gold Leaf Team Lotus World Wide Racing                                      | Lotus 56B                           | Pratt & Whitney STN76 tbn                 | F    | Reine Wisell         | 6               |
| Lotus-Pratt & Whitney | Gold Leaf Team Lotus World Wide Racing                                      | Lotus 56B                           | Pratt & Whitney STN76 tbn                 | F    | Emerson Fittipaldi   | 9               |
| Ferrari               | Scuderia Ferrari SpA SEFAC                                                  | Ferrari 312B Ferrari 312B2          | Ferrari 001 3.0 F12 Ferrari 001/1 3.0 F12 | F    | Jacky Ickx           | Sve             |
| Ferrari               | Scuderia Ferrari SpA SEFAC                                                  | Ferrari 312B Ferrari 312B2          | Ferrari 001 3.0 F12 Ferrari 001/1 3.0 F12 | F    | Clay Regazzoni       | Sve             |
| Ferrari               | Scuderia Ferrari SpA SEFAC                                                  | Ferrari 312B Ferrari 312B2          | Ferrari 001 3.0 F12 Ferrari 001/1 3.0 F12 | F    | Mario Andretti       | 1–4, 7, 10–11   |
| Tyrrell-Ford          | Elf Team Tyrrell                                                            | Tyrrell 001 Tyrrell 002 Tyrrell 003 | Ford Cosworth DFV 3.0 V8                  | G    | Jackie Stewart       | Sve             |
| Tyrrell-Ford          | Elf Team Tyrrell                                                            | Tyrrell 001 Tyrrell 002 Tyrrell 003 | Ford Cosworth DFV 3.0 V8                  | G    | François Cevert      | Sve             |
| Tyrrell-Ford          | Elf Team Tyrrell                                                            | Tyrrell 001 Tyrrell 002 Tyrrell 003 | Ford Cosworth DFV 3.0 V8                  | G    | Peter Revson         | 11              |
| McLaren-Ford          | Bruce McLaren Motor Racing                                                  | McLaren M19A McLaren M14A           | Ford Cosworth DFV 3.0 V8                  | G    | Denny Hulme          | 1–8, 10–11      |
| McLaren-Ford          | Bruce McLaren Motor Racing                                                  | McLaren M19A McLaren M14A           | Ford Cosworth DFV 3.0 V8                  | G    | Peter Gethin         | 1–7             |
| McLaren-Ford          | Bruce McLaren Motor Racing                                                  | McLaren M19A McLaren M14A           | Ford Cosworth DFV 3.0 V8                  | G    | Jackie Oliver        | 6, 8–9          |
| McLaren-Ford          | Ecurie Bonnier                                                              | McLaren M7C                         | Ford Cosworth DFV 3.0 V8                  | G    | Jo Bonnier           | 1, 7–9, 11      |
| McLaren-Ford          | Ecurie Bonnier                                                              | McLaren M7C                         | Ford Cosworth DFV 3.0 V8                  | G    | Helmut Marko         | 7               |
| McLaren-Ford          | Penske-White Racing                                                         | McLaren M19A                        | Ford Cosworth DFV 3.0 V8                  | G    | Mark Donohue         | 10–11           |
| McLaren-Ford          | Penske-White Racing                                                         | McLaren M19A                        | Ford Cosworth DFV 3.0 V8                  | G    | David Hobbs          | 11              |
| Brabham-Ford          | Motor Racing Developments Ltd                                               | Brabham BT33 Brabham BT34           | Ford Cosworth DFV 3.0 V8                  | G    | Graham Hill          | Sve             |
| Brabham-Ford          | Motor Racing Developments Ltd                                               | Brabham BT33 Brabham BT34           | Ford Cosworth DFV 3.0 V8                  | G    | } Dave Charlton      | 1               |
| Brabham-Ford          | Motor Racing Developments Ltd                                               | Brabham BT33 Brabham BT34           | Ford Cosworth DFV 3.0 V8                  | G    | Tim Schenken         | 2–11            |
| Brabham-Ford          | Team Gunston                                                                | Brabham BT26A                       | Ford Cosworth DFV 3.0 V8                  | G    | } Jackie Pretorius   | 1               |
| Brabham-Ford          | Ecurie Evergreen                                                            | Brabham BT33                        | Ford Cosworth DFV 3.0 V8                  | G    | Chris Craft          | 10–11           |
| BRM                   | Yardley Team BRM                                                            | BRM P160 BRM P153                   | BRM P142 3.0 V12                          | F    | Pedro Rodríguez      | 1–5             |
| BRM                   | Yardley Team BRM                                                            | BRM P160 BRM P153                   | BRM P142 3.0 V12                          | F    | Jo Siffert           | Sve             |
| BRM                   | Yardley Team BRM                                                            | BRM P160 BRM P153                   | BRM P142 3.0 V12                          | F    | Howden Ganley        | Sve             |
| BRM                   | Yardley Team BRM                                                            | BRM P160 BRM P153                   | BRM P142 3.0 V12                          | F    | Vic Elford           | 7               |
| BRM                   | Yardley Team BRM                                                            | BRM P160 BRM P153                   | BRM P142 3.0 V12                          | F    | Helmut Marko         | 8–11            |
| BRM                   | Yardley Team BRM                                                            | BRM P160 BRM P153                   | BRM P142 3.0 V12                          | F    | Peter Gethin         | 8–11            |
| BRM                   | Yardley Team BRM                                                            | BRM P160 BRM P153                   | BRM P142 3.0 V12                          | F    | George Eaton         | 10              |
| BRM                   | Yardley Team BRM                                                            | BRM P160 BRM P153                   | BRM P142 3.0 V12                          | F    | John Cannon          | 11              |
| Matra                 | Equipe Matra Sports                                                         | Matra MS120B                        | Matra MS71 3.0 V12                        | G    | Chris Amon           | 1–7, 9–11       |
| Matra                 | Equipe Matra Sports                                                         | Matra MS120B                        | Matra MS71 3.0 V12                        | G    | Jean-Pierre Beltoise | 2–6, 10–11      |
| Surtees-Ford          | Brooke Bond Oxo Team Surtees Auto Motor und Sport Team Surtees Team Surtees | Surtees TS9 Surtees TS7             | Ford Cosworth DFV 3.0 V8                  | F    | John Surtees         | Sve             |
| Surtees-Ford          | Brooke Bond Oxo Team Surtees Auto Motor und Sport Team Surtees Team Surtees | Surtees TS9 Surtees TS7             | Ford Cosworth DFV 3.0 V8                  | F    | Rolf Stommelen       | 1–10            |
| Surtees-Ford          | Brooke Bond Oxo Team Surtees Auto Motor und Sport Team Surtees Team Surtees | Surtees TS9 Surtees TS7             | Ford Cosworth DFV 3.0 V8                  | F    | Brian Redman         | 1               |
| Surtees-Ford          | Brooke Bond Oxo Team Surtees Auto Motor und Sport Team Surtees Team Surtees | Surtees TS9 Surtees TS7             | Ford Cosworth DFV 3.0 V8                  | F    | Derek Bell           | 6               |
| Surtees-Ford          | Brooke Bond Oxo Team Surtees Auto Motor und Sport Team Surtees Team Surtees | Surtees TS9 Surtees TS7             | Ford Cosworth DFV 3.0 V8                  | F    | Mike Hailwood        | 9, 11           |
| Surtees-Ford          | Brooke Bond Oxo Team Surtees Auto Motor und Sport Team Surtees Team Surtees | Surtees TS9 Surtees TS7             | Ford Cosworth DFV 3.0 V8                  | F    | Sam Posey            | 11              |
| Surtees-Ford          | Brooke Bond Oxo Team Surtees Auto Motor und Sport Team Surtees Team Surtees | Surtees TS9 Surtees TS7             | Ford Cosworth DFV 3.0 V8                  | F    | Gijs van Lennep      | 11              |
| Surtees-Ford          | Stichting Autoraces Nederland                                               | Surtees TS7                         | Ford Cosworth DFV 3.0 V8                  | F    | Gijs van Lennep      | 4               |
| March-Ford            | STP March Racing Team                                                       | March 711                           | Ford Cosworth DFV 3.0 V8                  | F    | Ronnie Peterson      | 1–4, 6–11       |
| March-Ford            | STP March Racing Team                                                       | March 711                           | Ford Cosworth DFV 3.0 V8                  | F    | Alex Soler-Roig      | 1–5             |
| March-Ford            | STP March Racing Team                                                       | March 711                           | Ford Cosworth DFV 3.0 V8                  | F    | Nanni Galli          | 5–6, 9–11       |
| March-Ford            | STP March Racing Team                                                       | March 711                           | Ford Cosworth DFV 3.0 V8                  | F    | Niki Lauda           | 8               |
| March-Ford            | STP March Racing Team                                                       | March 711                           | Ford Cosworth DFV 3.0 V8                  | F    | Mike Beuttler        | 10              |
| March-Ford            | Frank Williams Racing Cars                                                  | March 701 March 711                 | Ford Cosworth DFV 3.0 V8                  | F    | Henri Pescarolo      | Sve             |
| March-Ford            | Frank Williams Racing Cars                                                  | March 701 March 711                 | Ford Cosworth DFV 3.0 V8                  | F    | Max Jean             | 5               |
| March-Ford            | Team Gunston                                                                | March 701                           | Ford Cosworth DFV 3.0 V8                  | G    | John Love            | 1               |
| March-Ford            | Gene Mason Racing                                                           | March 701                           | Ford Cosworth DFV 3.0 V8                  | F    | Skip Barber          | 3–4, 10–11      |
| March-Ford            | Jo Siffert Automobiles                                                      | March 701                           | Ford Cosworth DFV 3.0 V8                  | F    | François Mazet       | 5               |
| March-Ford            | Clarke-Mordaunt-Guthrie Racing                                              | March 701 March 711                 | Ford Cosworth DFV 3.0 V8                  | F    | Mike Beuttler        | 6–9             |
| March-Ford            | Shell Arnold Team                                                           | March 701                           | Ford Cosworth DFV 3.0 V8                  | F    | Jean-Pierre Jarier   | 9               |
| March-Alfa Romeo      | STP March Racing Team                                                       | March 711                           | Alfa Romeo T33 3.0 V8                     | F    | Andrea de Adamich    | 1–2, 5–7, 9, 11 |
| March-Alfa Romeo      | STP March Racing Team                                                       | March 711                           | Alfa Romeo T33 3.0 V8                     | F    | Nanni Galli          | 3–4, 7–8        |
| March-Alfa Romeo      | STP March Racing Team                                                       | March 711                           | Alfa Romeo T33 3.0 V8                     | F    | Ronnie Peterson      | 5               |
| Bellasi-Ford          | Jolly Club of Switzerland                                                   | Bellasi F1 70                       | Ford Cosworth DFV 3.0 V8                  | G    | Silvio Moser         | 9               |

## Kalendar
| Rb. | Datum        | Velika Nagrada   | Staza          | Prvo startno mjesto | Pobjednik vozač | Pobjednik konstruktor |
| --- | ------------ | ---------------- | -------------- | ------------------- | --------------- | --------------------- |
| 1   | 6. ožujka    | Južna Afrika     | Kyalami        | Jackie Stewart      | Mario Andretti  | Ferrari               |
| 2   | 18. travnja  | Španjolska       | Montjuïc       | Jacky Ickx          | Jackie Stewart  | Tyrrell-Ford          |
| 3   | 23. svibnja  | Monako           | Monaco         | Jackie Stewart      | Jackie Stewart  | Tyrrell-Ford          |
| 4   | 20. lipnja   | Nizozemska       | Zandvoort      | Jacky Ickx          | Jacky Ickx      | Ferrari               |
| 5   | 4. srpnja    | Francuska        | Paul Ricard    | Jackie Stewart      | Jackie Stewart  | Tyrrell-Ford          |
| 6   | 17. srpnja   | Velika Britanija | Silverstone    | Clay Regazzoni      | Jackie Stewart  | Tyrrell-Ford          |
| 7   | 1. kolovoza  | Njemačka         | Nürburgring    | Jackie Stewart      | Jackie Stewart  | Tyrrell-Ford          |
| 8   | 15. kolovoza | Austrija         | Österreichring | Jo Siffert          | Jo Siffert      | BRM                   |
| 9   | 5. rujna     | Italija          | Monza          | Chris Amon          | Peter Gethin    | BRM                   |
| 10  | 19. rujna    | Kanada           | Mosport Park   | Jackie Stewart      | Jackie Stewart  | Tyrrell-Ford          |
| 11  | 3. listopada | SAD              | Watkins Glen   | Jackie Stewart      | François Cevert | Tyrrell-Ford          |

## Sistem bodovanja
Sistem bodovanja u Formuli 1
| Mjesto | 1. | 2. | 3. | 4. | 5. | 6. |
| Bodovi | 9  | 6  | 4  | 3  | 2  | 1  |

- Samo 5 najboljih rezultata u prvih 6 utrka i 4 najbolja rezultata u posljednjih 5 utrka su se računali za prvenstvo vozača.
- Samo 5 najboljih rezultata u prvih 6 utrka i 4 najbolja rezultata u posljednjih 5 utrka su se računali za prvenstvo konstruktora.
- Ako je više bolida jednog konstruktora završilo utrku u bodovima, samo najbolje plasirani bolid osvajao je konstruktorske bodove.

## Rezultati utrka
| Poz. | Br. | Vozač          | Konstruktor  | Vrijeme           | Grid | Bodovi |
| ---- | --- | -------------- | ------------ | ----------------- | ---- | ------ |
| 1.   | 6   | Mario Andretti | Ferrari      | 1 h 47 min 35,5 s | 4.   | 9      |
| 2.   | 9   | Jackie Stewart | Tyrrell-Ford | + 20,9 s          | 1.   | 6      |
| 3.   | 5   | Clay Regazzoni | Ferrari      | + 31,4 s          | 3.   | 4      |
| 4.   | 3   | Reine Wisell   | Lotus-Ford   | + 1 min 9,4 s     | 8.   | 3      |
| 5.   | 19  | Chris Amon     | Matra        | + 1 krug          | 2.   | 2      |
| 6.   | 11  | Denny Hulme    | McLaren-Ford | + 1 krug          | 7.   | 1      |

| Poz. | Br. | Vozač                | Konstruktor  | Vrijeme          | Grid | Bodovi |
| ---- | --- | -------------------- | ------------ | ---------------- | ---- | ------ |
| 1.   | 11  | Jackie Stewart       | Tyrrell-Ford | 1 h 49 min 3,4 s | 4.   | 9      |
| 2.   | 4   | Jacky Ickx           | Ferrari      | + 3,4 s          | 1.   | 6      |
| 3.   | 20  | Chris Amon           | Matra        | + 58,1 s         | 3.   | 4      |
| 4.   | 14  | Pedro Rodríguez      | BRM          | + 1 min 17,9 s   | 5.   | 3      |
| 5.   | 9   | Denny Hulme          | McLaren-Ford | + 1 min 27,0 s   | 9.   | 2      |
| 6.   | 21  | Jean-Pierre Beltoise | Matra        | + 1 krug         | 6.   | 1      |

| Poz. | Br. | Vozač              | Konstruktor  | Vrijeme           | Grid | Bodovi |
| ---- | --- | ------------------ | ------------ | ----------------- | ---- | ------ |
| 1.   | 11  | Jackie Stewart     | Tyrrell-Ford | 1 h 52 min 21,3 s | 1.   | 9      |
| 2.   | 17  | Ronnie Peterson    | March-Ford   | + 25,6 s          | 8.   | 6      |
| 3.   | 4   | Jacky Ickx         | Ferrari      | + 53,3 s          | 2.   | 4      |
| 4.   | 9   | Denny Hulme        | McLaren-Ford | + 1 min 6,7 s     | 6.   | 3      |
| 5.   | 1   | Emerson Fittipaldi | Lotus-Ford   | + 1 krug          | 17.  | 2      |
| 6.   | 24  | Rolf Stommelen     | Surtees-Ford | + 1 krug          | 16.  | 1      |

| Poz. | Br. | Vozač           | Konstruktor  | Vrijeme            | Grid | Bodovi |
| ---- | --- | --------------- | ------------ | ------------------ | ---- | ------ |
| 1.   | 2   | Jacky Ickx      | Ferrari      | 1 h 56 min 20,09 s | 1.   | 9      |
| 2.   | 8   | Pedro Rodríguez | BRM          | + 7,99 s           | 2.   | 6      |
| 3.   | 3   | Clay Regazzoni  | Ferrari      | + 1 krug           | 4.   | 4      |
| 4.   | 16  | Ronnie Peterson | March-Ford   | + 2 kruga          | 13.  | 3      |
| 5.   | 23  | John Surtees    | Surtees-Ford | + 2 kruga          | 7.   | 2      |
| 6.   | 9   | Jo Siffert      | BRM          | + 2 kruga          | 8.   | 1      |

| Poz. | Br. | Vozač              | Konstruktor  | Vrijeme            | Grid | Bodovi |
| ---- | --- | ------------------ | ------------ | ------------------ | ---- | ------ |
| 1.   | 11  | Jackie Stewart     | Tyrrell-Ford | 1 h 46 min 41,68 s | 1.   | 9      |
| 2.   | 12  | François Cevert    | Tyrrell-Ford | + 28,12 s          | 7.   | 6      |
| 3.   | 1   | Emerson Fittipaldi | Lotus-Ford   | + 34,07 s          | 17.  | 4      |
| 4.   | 14  | Jo Siffert         | BRM          | + 37,17 s          | 6.   | 3      |
| 5.   | 19  | Chris Amon         | Matra        | + 41,08 s          | 9.   | 2      |
| 6.   | 2   | Reine Wisell       | Lotus-Ford   | + 1 min 16,02 s    | 15.  | 1      |

| Poz. | Br. | Vozač              | Konstruktor  | Vrijeme           | Grid | Bodovi |
| ---- | --- | ------------------ | ------------ | ----------------- | ---- | ------ |
| 1.   | 12  | Jackie Stewart     | Tyrrell-Ford | 1 h 31 min 31,5 s | 2.   | 9      |
| 2.   | 18  | Ronnie Peterson    | March-Ford   | + 36,1 s          | 5.   | 6      |
| 3.   | 1   | Emerson Fittipaldi | Lotus-Ford   | + 50,5 s          | 4.   | 4      |
| 4.   | 26  | Henri Pescarolo    | March-Ford   | + 1 krug          | 17.  | 3      |
| 5.   | 24  | Rolf Stommelen     | Surtees-Ford | + 1 krug          | 12.  | 2      |
| 6.   | 23  | John Surtees       | Surtees-Ford | + 1 krug          | 18.  | 1      |

| Poz. | Br. | Vozač           | Konstruktor  | Vrijeme           | Grid | Bodovi |
| ---- | --- | --------------- | ------------ | ----------------- | ---- | ------ |
| 1.   | 2   | Jackie Stewart  | Tyrrell-Ford | 1 h 29 min 15,7 s | 1.   | 9      |
| 2.   | 3   | François Cevert | Tyrrell-Ford | + 30,1 s          | 5.   | 6      |
| 3.   | 6   | Clay Regazzoni  | Ferrari      | + 37,1 s          | 4.   | 4      |
| 4.   | 5   | Mario Andretti  | Ferrari      | + 2 min 5,0 s     | 11.  | 3      |
| 5.   | 15  | Ronnie Peterson | March-Ford   | + 2 min 29,1 s    | 7.   | 2      |
| 6.   | 25  | Tim Schenken    | Brabham-Ford | + 2 min 58,6 s    | 9.   | 1      |

| Poz. | Br. | Vozač              | Konstruktor  | Vrijeme            | Grid | Bodovi |
| ---- | --- | ------------------ | ------------ | ------------------ | ---- | ------ |
| 1.   | 14  | Jo Siffert         | BRM          | 1 h 30 min 23,91 s | 1.   | 9      |
| 2.   | 2   | Emerson Fittipaldi | Lotus-Ford   | + 4,12 s           | 5.   | 6      |
| 3.   | 8   | Tim Schenken       | Brabham-Ford | + 19,77 s          | 7.   | 4      |
| 4.   | 3   | Reine Wisell       | Lotus-Ford   | + 31,87 s          | 10.  | 3      |
| 5.   | 7   | Graham Hill        | Brabham-Ford | + 48,43 s          | 8.   | 2      |
| 6.   | 25  | Henri Pescarolo    | March-Ford   | + 1 min 24,51 s    | 13.  | 1      |

| Poz. | Br. | Vozač           | Konstruktor  | Vrijeme            | Grid | Bodovi |
| ---- | --- | --------------- | ------------ | ------------------ | ---- | ------ |
| 1.   | 18  | Peter Gethin    | BRM          | 1 h 18 min 12,60 s | 11.  | 9      |
| 2.   | 25  | Ronnie Peterson | March-Ford   | + 0,01 s           | 6.   | 6      |
| 3.   | 2   | François Cevert | Tyrrell-Ford | + 0,09 s           | 5.   | 4      |
| 4.   | 9   | Mike Hailwood   | Surtees-Ford | + 0,18 s           | 17.  | 3      |
| 5.   | 19  | Howden Ganley   | BRM          | + 0,61 s           | 4.   | 2      |
| 6.   | 12  | Chris Amon      | Matra        | + 32,36 s          | 1.   | 1      |

| Poz. | Br. | Vozač           | Konstruktor  | Vrijeme           | Grid | Bodovi |
| ---- | --- | --------------- | ------------ | ----------------- | ---- | ------ |
| 1.   | 11  | Jackie Stewart  | Tyrrell-Ford | 1 h 55 min 12,9 s | 1.   | 9      |
| 2.   | 17  | Ronnie Peterson | March-Ford   | + 38,3 s          | 6.   | 6      |
| 3.   | 10  | Mark Donohue    | McLaren-Ford | + 1 min 35,8 s    | 8.   | 4      |
| 4.   | 9   | Denny Hulme     | McLaren-Ford | + 1 krug          | 9.   | 3      |
| 5.   | 3   | Reine Wisell    | Lotus-Ford   | + 1 krug          | 7.   | 2      |
| 6.   | 12  | François Cevert | Tyrrell-Ford | + 2 kruga         | 3.   | 1      |

 VN SAD
| Poz. | Br. | Vozač           | Konstruktor  | Vrijeme             | Grid | Bodovi |
| ---- | --- | --------------- | ------------ | ------------------- | ---- | ------ |
| 1.   | 9   | François Cevert | Tyrrell-Ford | 1 h 43 min 51,991 s | 5.   | 9      |
| 2.   | 14  | Jo Siffert      | BRM          | + 40,062 s          | 6.   | 6      |
| 3.   | 25  | Ronnie Peterson | March-Ford   | + 44,070 s          | 11.  | 4      |
| 4.   | 16  | Howden Ganley   | BRM          | + 56,749 s          | 12.  | 3      |
| 5.   | 8   | Jackie Stewart  | Tyrrell-Ford | + 1 min 0,003 s     | 1.   | 2      |
| 6.   | 5   | Clay Regazzoni  | Ferrari      | + 1 min 16,426 s    | 4.   | 1      |

## Poredak

### Vozači
| Mjesto | Vozač                | Bodovi | } |   |   |   |   |   |   |   |   |   |   |
| ------ | -------------------- | ------ | - | - | - | - | - | - | - | - | - | - | - |
| 1.     | Jackie Stewart       | 62     | 6 | 9 | 9 | – | 9 | 9 | 9 | – | – | 9 | 2 |
| 2.     | Ronnie Peterson      | 33     | – | – | 6 | 3 | – | 6 | 2 | – | 6 | 6 | 4 |
| 3.     | François Cevert      | 26     | – | – | – | – | 6 | – | 6 | – | 4 | 1 | 9 |
| 4.     | Jacky Ickx           | 19     | – | 6 | 4 | 9 | – | – | – | – | – | – | – |
| 5.     | Jo Siffert           | 19     | – | – | – | 1 | 3 | – | – | 9 | – | – | 6 |
| 6.     | Emerson Fittipaldi   | 16     | – | – | 2 |   | 4 | 4 | – | 6 | – | – | – |
| 7.     | Clay Regazzoni       | 13     | 4 | – | – | 4 | – | – | 4 | – | – | – | 1 |
| 8.     | Mario Andretti       | 12     | 9 | – | – | – | – | – | 3 | – |   | – | – |
| 9.     | Peter Gethin         | 9      | – | – | – | – | – | – | – | – | 9 | – | – |
| 10.    | Pedro Rodríguez      | 9      | – | 3 | – | 6 | – | – |   |   |   |   |   |
| 11.    | Chris Amon           | 9      | 2 | 4 | – | – | 2 | – | – | – | 1 | – | – |
| 12.    | Reine Wisell         | 9      | 3 | – | – | – | 1 | – | – | 3 |   | 2 | – |
| 13.    | Denny Hulme          | 9      | 1 | 2 | 3 | – | – | – | – | – |   | 3 | – |
| 14.    | Tim Schenken         | 5      |   | – | – | – | – | – | 1 | 4 | – | – | – |
| 15.    | Howden Ganley        | 5      | – | – | – | – | – | – | – | – | 2 | – | 3 |
| 16.    | Mark Donohue         | 4      |   |   |   |   |   |   |   |   |   | 4 | – |
| 17.    | Henri Pescarolo      | 4      | – | – | – | – | – | 3 | – | 1 | – | – | – |
| 18.    | Mike Hailwood        | 3      |   |   |   |   |   |   |   |   | 3 |   | – |
| 19.    | John Surtees         | 3      | – | – | – | 2 | – | 1 | – | – | – | – | – |
| 20.    | Rolf Stommelen       | 3      | – | – | 1 | – | – | 2 | – | – | – | – |   |
| 21.    | Graham Hill          | 2      | – | – | – | – | – | – | – | 2 | – | – | – |
| 22.    | Jean-Pierre Beltoise | 1      | – | 1 | – | – | – | – | – | – |   | – | – |
| Mjesto | Vozač                | Bodovi | } |   |   |   |   |   |   |   |   |   |   |

| Boja | Značenje                                                                 |
| ---- | ------------------------------------------------------------------------ |
| 5    | Osvojeni bodovi koji su se računali za prvenstvo vozača / konstruktora   |
| 5    | Osvojeni bodovi koji se nisu računali za prvenstvo vozača / konstruktora |
| –    | Vozač / konstruktor nije osvojio bodove u utrci                          |
|      | Vozač / konstruktor nije nastupao na utrci                               |

### Konstruktori
| Mjesto | Konstruktor  | Bodovi | } |   |   |   |   |   |   |   |   |   |   |
| ------ | ------------ | ------ | - | - | - | - | - | - | - | - | - | - | - |
| 1.     | Tyrrell-Ford | 73     | 6 | 9 | 9 | – | 9 | 9 | 9 | – | 4 | 9 | 9 |
| 2.     | BRM          | 36     | – | 3 | – | 6 | 3 | – | – | 9 | 9 | – | 6 |
| 3.     | Ferrari      | 33     | 9 | 6 | 4 | 9 | – | – | 4 | – | – | – | 1 |
| 4.     | March-Ford   | 33     | – | – | 6 | 3 | – | 6 | 2 | 1 | 6 | 6 | 4 |
| 5.     | Lotus-Ford   | 21     | 3 | – | 2 | – | 4 | 4 | – | 6 | – | 2 | – |
| 6.     | McLaren-Ford | 10     | 1 | 2 | 3 | – | – | – | – | – | – | 4 | – |
| 7.     | Matra        | 9      | 2 | 4 | – | – | 2 | – | – | – | 1 | – | – |
| 8.     | Surtees-Ford | 8      | – | – | 1 | 2 | – | 2 | – | – | 3 | – | – |
| 9.     | Brabham-Ford | 5      | – | – | – | – | – | – | 1 | 4 | – | – | – |
| Mjesto | Konstruktor  | Bodovi | } |   |   |   |   |   |   |   |   |   |   |

- March-Ford je osvojio ukupno 34 boda, ali samo 33 boda osvojena u 9 najboljih utrka (5 najboljih rezultata u prvih 6 utrka i 4 najbolja rezultata u posljednjih 5 utrka) su se računala za prvenstvo konstruktora.

## Statistike
| Vozač              | Postolja  | Postolja  | Postolja  | Prvo startno mjesto | Najbrži krug | Krugovi u vodstvu |
| Vozač              | 1. mjesto | 2. mjesto | 3. mjesto | Prvo startno mjesto | Najbrži krug | Krugovi u vodstvu |
| ------------------ | --------- | --------- | --------- | ------------------- | ------------ | ----------------- |
| Jackie Stewart     | 6         | 1         | -         | 6                   | 3            | 347               |
| François Cevert    | 1         | 2         | 1         | -                   | 1            | 53                |
| Jacky Ickx         | 1         | 1         | 1         | 2                   | 2            | 53                |
| Jo Siffert         | 1         | 1         | -         | 1                   | 1            | 57                |
| Mario Andretti     | 1         | -         | -         | -                   | 1            | 4                 |
| Peter Gethin       | 1         | -         | -         | -                   | -            | 3                 |
| Ronnie Peterson    | -         | 4         | 1         | -                   | -            | 36                |
| Emerson Fittipaldi | -         | 1         | 2         | -                   | -            | -                 |
| Pedro Rodríguez    | -         | 1         | -         | -                   | -            | 22                |
| Clay Regazzoni     | -         | -         | 3         | 1                   | -            | 23                |
| Chris Amon         | -         | -         | 1         | 1                   | -            | 9                 |
| Tim Schenken       | -         | -         | 1         | -                   | -            | -                 |
| Mark Donohue       | -         | -         | 1         | -                   | -            | -                 |
| Henri Pescarolo    | -         | -         | -         | -                   | 1            | -                 |
| Denny Hulme        | -         | -         | -         | -                   | 1            | 59                |
| Mike Hailwood      | -         | -         | -         | -                   | -            | 5                 |

| Konstruktor  | Postolja  | Postolja  | Postolja  | Prvo startno mjesto | Najbrži krug | Krugovi u vodstvu |
| Konstruktor  | 1. mjesto | 2. mjesto | 3. mjesto | Prvo startno mjesto | Najbrži krug | Krugovi u vodstvu |
| ------------ | --------- | --------- | --------- | ------------------- | ------------ | ----------------- |
| Tyrrell-Ford | 7         | 3         | 1         | 6                   | 4            | 400               |
| BRM          | 2         | 2         | -         | 1                   | 1            | 82                |
| Ferrari      | 2         | 1         | 4         | 3                   | 4            | 80                |
| March-Ford   | -         | 4         | 1         | -                   | 1            | 36                |
| Lotus-Ford   | -         | 1         | 2         | -                   | -            | -                 |
| Matra        | -         | -         | 1         | 1                   | -            | 9                 |
| McLaren-Ford | -         | -         | 1         | -                   | 1            | 59                |
| Brabham-Ford | -         | -         | 1         | -                   | -            | -                 |
| Surtees-Ford | -         | -         | -         | -                   | -            | 5                 |

### Vodeći vozač i konstruktor u prvenstvu
U rubrici bodovi, prikazana je bodovna prednost vodećeg vozača / konstruktora ispred drugoplasiranog, dok je žutom bojom označena utrka na kojoj je vozač / konstruktor osvojio naslov prvaka.
| Utrka               | Vozač          | Bodovi |
| ------------------- | -------------- | ------ |
| } VN Južne Afrike   | Mario Andretti | 3      |
| VN Španjolske       | Jackie Stewart | 6      |
| VN Monaka           | Jackie Stewart | 14     |
| VN Nizozemske       | Jackie Stewart | 5      |
| VN Francuske        | Jackie Stewart | 14     |
| VN Velike Britanije | Jackie Stewart | 23     |
| VN Njemačke         | Jackie Stewart | 32     |
| VN Austrije         | Jackie Stewart | 32     |
| VN Italije          | Jackie Stewart | 28     |
| VN Kanade           | Jackie Stewart | 31     |
| VN SAD              | Jackie Stewart | 29     |

| Utrka               | Konstruktor          | Bodovi |
| ------------------- | -------------------- | ------ |
| } VN Južne Afrike   | Ferrari              | 3      |
| VN Španjolske       | Ferrari Tyrrell-Ford | 0      |
| VN Monaka           | Tyrrell-Ford         | 5      |
| VN Nizozemske       | Ferrari              | 4      |
| VN Francuske        | Tyrrell-Ford         | 5      |
| VN Velike Britanije | Tyrrell-Ford         | 14     |
| VN Njemačke         | Tyrrell-Ford         | 19     |
| VN Austrije         | Tyrrell-Ford         | 19     |
| VN Italije          | Tyrrell-Ford         | 23     |
| VN Kanade           | Tyrrell-Ford         | 32     |
| VN SAD              | Tyrrell-Ford         | 37     |

## Vanjske poveznice
- Službena stranica Formule 1
- Formula 1 – sezona 1971. - StatsF1
- Utrke koje se nisu bodovale za prvenstvo 1971. - StatsF1